# Paracentrobia exilimaculata
Paracentrobia exilimaculata är en stekelart som beskrevs av Hu och Lin 2004. Paracentrobia exilimaculata ingår i släktet Paracentrobia och familjen hårstrimsteklar. Inga underarter finns listade i Catalogue of Life.